# كزافييه ديفيس
كزافييه ديفيس (بالإنجليزية: Xavier Davis)‏ هو عازف جاز وعازف بيانو أمريكي، ولد في 1971.

## وصلات خارجية
- كزافييه ديفيس على موقع ميوزك برينز (الإنجليزية)
- كزافييه ديفيس على موقع ديسكوغز (الإنجليزية)